# Reator B
O reator B no Sítio Hanford, perto de Richland, Washington, EUA, foi o primeiro grande reator nuclear já construído.
O projeto foi contratado para produzir plutônio-239 por fissão nuclear, como parte do Projeto Manhattan, o Estados Unidos com armas nucleares programa de desenvolvimento durante a Segunda Guerra Mundial. O reator B foi alimentado com urânio natural, grafite moderado e refrigerado a água. Foi designado em EUA National Historic Landmark desde 19 de agosto de 2008 e, em julho de 2011, o Serviço Nacional de Parques recomendou que o B-Reactor deveria incluído em um parque histórico nacional comemorativo do Projeto Manhattan.

## Projeto do reator e construção
O reator foi projetado e construído pela EI du Pont de Nemours and Company com base: projetos experimentais testadas por Enrico Fermi na Universidade de Chicago e testes do Reactor X-10 Grafite no Oak Ridge National Laboratory. Ele foi projetado para operar com 250 megawatts.

O tamanho do reator é 14m por 12m e é 41 pés (cerca de cinco andares) de altura, ocupando um volume de 71.500 pés cúbicos (2.020 m³).
 O núcleo do reator em si consistia de uma caixa de grafite de 36 metros de altura, pesando 1.100 toneladas. 
 O núcleo é rodeado por uma blindagem térmica de ferro fundido 8 a 10 polegadas (20 a 25 cm) de espessura pesando 1.000 toneladas curtas (910 t). Chapas Masonite e aço incluíram o escudo térmico na sua parte superior e nos lados, formando um escudo biológico para protecção contra as radiações e acidentes. A parte inferior do escudo térmico é suportado por uma almofada (7,0 m) de betão, encimado por blocos de ferro fundido. A composição do grafite foi escolhida para moderar a reacção nuclear alimentada por 180 toneladas de urânio com o diâmetro de 70 mm (3 pol) de comprimento, selado em latas de alumínio, e carregado em tubos de alumínio.
O reator foi refrigerado a água, com água de refrigeração bombeada do alcance do Rio Hanford, através dos tubos de alumínio ao redor das lesmas de urânio a uma taxa de 75.000 gal EUA (280.000 L) por minuto. A água foi descarregada em bacias de sedimentação, em seguida, devolvida ao rio depois de deixar um tempo para a decomposição de materiais radioativos e da sedimentação de partículas. 

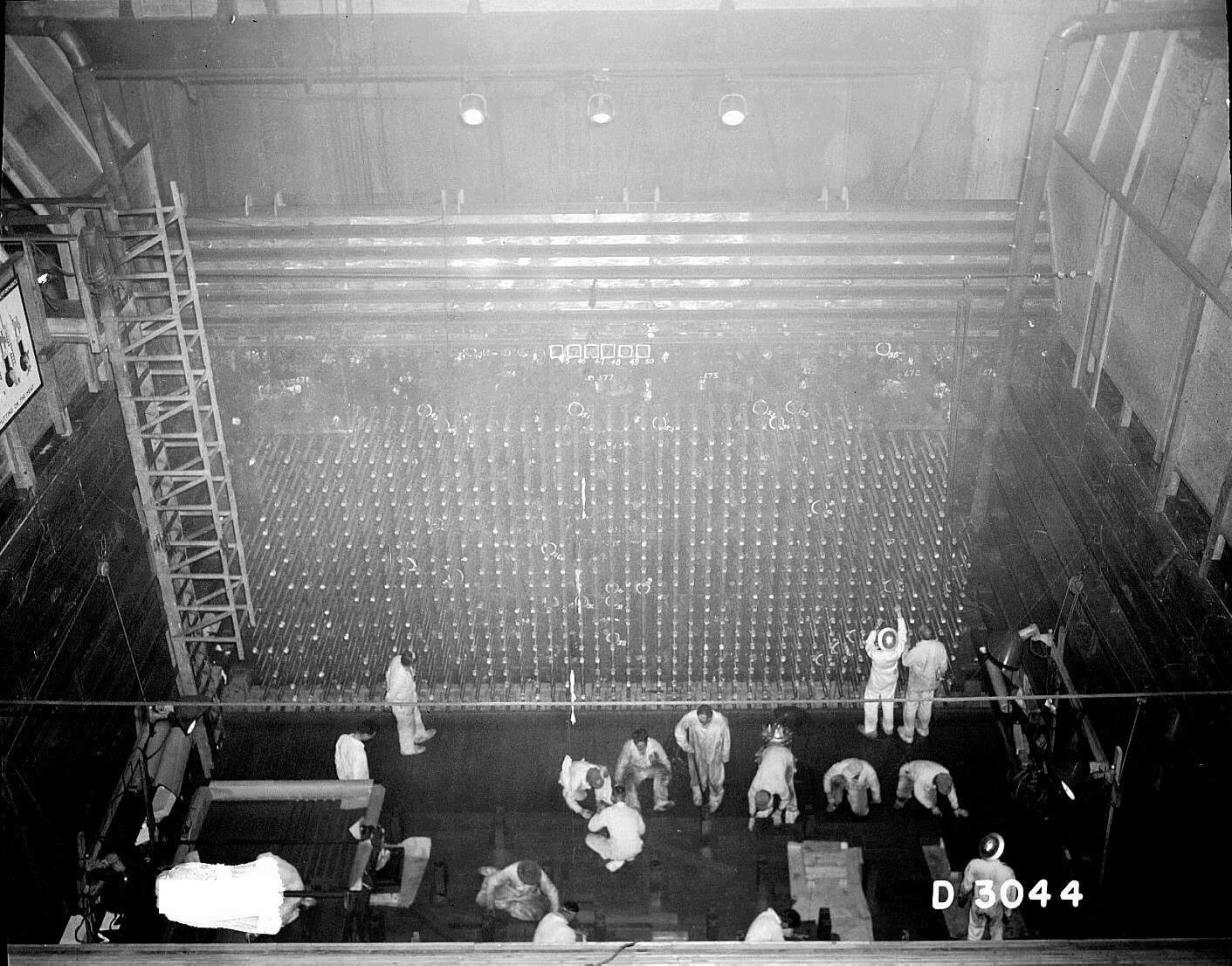
O reator B em construção.

## Cronologia
| Ano  | Data            | Evento |
| ---- | --------------- | --- |
| 1943 | Outubro         | EUA Army Corps of Engineers quebra terreno para a construção do B-reactor.                                                    |
| 1944 | 13 de setembro  | Primeiro lote de combustível de urânio carregado no reactor B.                                                                |
| 1944 | 26 de setembro  | Iniciamento do reator. Nível de criticidade alcançado.                                                                        |
| 1945 | 03 de fevereiro | Plutônio do reator B entregue ao Los Alamos.                                                                                  |
| 1945 | 16 de julho     | Plutônio do reator utilizado para a explosão do primeiro teste nuclear no Trinity Test Site em Alamagordo, Novo México        |
| 1945 | 09 de agosto    | Plutônio do reator B usado para a bomba Fat Man, lançada sobre Nagasaki, no Japão.                                            |
| 1946 | Março           | Operações do reator B suspensas.                                                                                              |
| 1948 | Junho           | Operações do reator B reiniciadas.                                                                                            |
| 1949 | Março           | Reactor B inicia a produção de trítio para uso em bomba de hidrogênio.                                                        |
| 1952 | 01 de novembro  | O trítio do reator B foi usado no primeiro teste de detonação de uma bomba de hidrogênio no atol de Bikini.                   |
| 1968 | 29 de janeiro   | Comissão de Energia Atômica dirige desligamento do reator B.                                                                  |
| 1976 |                 | Declarado: Ponto Turístico Nacional de Engenharia Mecânica pela Sociedade Americana de Engenheiros Mecânicos.                 |
| 2008 |                 | Declarado: Nacional Historic Landmark pelo Departamento do Interior e National Park Service nos EUA.                          |
| 2009 | Exemplo         | Departamento de Energia Atômica dos EUA anuncia passeios públicos ao reator B.                                                |
| 2011 | Julho           | National Park Service recomenda o Reactor B a ser incluído em um parque histórico nacional comemorativo do Projeto Manhattan. |